# Phanerotoma caltagironei
Phanerotoma caltagironei är en stekelart som beskrevs av Herbert Zettel 1992. Phanerotoma caltagironei ingår i släktet Phanerotoma och familjen bracksteklar. Inga underarter finns listade i Catalogue of Life.